# Silas
Silas ist ein männlicher Vorname.

## Herkunft und Bedeutung
Beim Namen Silas, altgriechisch Σίλας Sílas und Σιλᾶς Silâs, handelt es sich um die griechische Variante von שְׁאִילָא šəʾîlāʾ, der aramäischen Form des hebräischen Namens שָׁאוּל šāʾūl. Dieser geht auf die Wurzel שׁאל šʾl „fordern, verlangen, bitten, wünschen, fragen“ zurück und stellt entweder ein Partizip Passiv Qual mit der Bedeutung „der Erbetene“ oder eine hypokoristische Kurzform mit der Bedeutung „[Gott/er] hat erbeten“ dar.

## Verbreitung
In den USA war der Name Silas bereits im ausgehenden 19. Jahrhundert mäßig beliebt. Jedoch sank seine Popularität bis in die 1960er Jahre hinein immer weiter. Insbesondere seit den 1990er Jahren nimmt die Beliebtheit des Namens wieder zu. Im Jahr 2011 erreichte er die Top-200 der Vornamenscharts. Seit 2020 zählt er zu den 100 meistgewählten Jungennamen. Im Jahr 2021 belegte er Rang 91.
In Dänemark zählte der Name von 2003 bis 2012 sowie im Jahr 2015 zu den 50 meistgewählten Jungennamen. Als höchste Platzierung erreichte er im Jahr 2010 Rang 21 der Hitliste.
In Deutschland wird der Name erst seit der Jahrtausendwende regelmäßig vergeben. Besonders verbreitet war er in den späten 2000er Jahren. Die bislang höchste Platzierung erreichte der Name in den Jahren 2008 und 2009, als er auf Rang 78 der Hitliste stand. Im Jahr 2022 stand der Name auf Rang 157 der Vornamenscharts.
Auch in Österreich wird der Name vor allem seit den 2000er Jahren vergeben. Im Jahr 2009 erreiche er mit Rang 275 die bislang höchste Platzierung. Zuletzt belegte er in den Vornamenscharts Rang 313 (Stand 2021). In der Schweiz zählte Silas im Jahr 2002 sowie von 2004 bis 2010 zu den 100 meistgewählten Jungennamen. Im Jahr 2021 stand er auf Rang 169 der Hitliste.

## Varianten
Varianten des Namens sind שָׁאוּל šāʾūl und Saul.
Bei Silvanus (siehe Silvan) kann es sich um eine latinisierte Form von שָׁאוּל šāʾūl und damit eine Namensvariante handeln, dies ist jedoch nicht gesichert.

## Namenstag
Der Namenstag von Silas wird nach dem Paulusbegleiter Silas am 13. Juli gefeiert.

## Namensträger

### Vorname
- Silas oder Silvanus, Vertrauter und Begleiter des Apostels Paulus in der Bibel
- Silas Atopare (1951–2021), Generalgouverneur von Papua-Neuguinea (1997–2003)
- Silas Breiding (* 1992), deutscher Schauspieler
- Silas Carson (* 1965), britischer Schauspieler
- Silas Deane (1737–1789), Abgeordneter im amerikanischen Kontinentalkongress, erster Botschafter der USA
- Silas Fitzi (* 1999), Schweizer Unihockeyspieler
- Silas Aaron Hardoon (1851–1931), vermögender Geschäftsmann in Shanghai, galt zu Lebzeiten als  reichster Mann Asiens
- Silas Katompa Mvumpa (* 1998), kongolesischer Fußballspieler, siehe Silas (Fußballspieler)
- Silas Kiplagat (* 1989), kenianischer Mittelstreckenläufer
- Silas Lienert (* 1992), Schweizer Unihockeyspieler
- Silas Weir Mitchell (Mediziner) (1829–1914), US-amerikanischer Arzt und Neurologe
- Silas Weir Mitchell (Schauspieler) (* 1969), US-amerikanischer Schauspieler
- Silas Nacita (* 1993), US-amerikanischer American-Football-Spieler
- Silas Selleck (* zwischen 1828 und 1830; † 1885), US-amerikanischer Unternehmer, Daguerreotypist und Fotograf
- Silas Kpanan'Ayoung Siakor (* 1970), liberianischer Umweltschützer und Menschenrechtsaktivist
- Silas Woodson (1819–1896), US-amerikanischer Politiker
- Silas Wright Jr. (1795–1847), US-amerikanischer Politiker
- Silas Zehnder (* 1999), deutscher Fußballspieler

Zwischenname
- Earl Silas Tupper (1907–1983), US-amerikanischer Erfinder und Gründer des nach ihm benannten Tupperware-Konzerns

### Fiktion
- Silas, Held der Kinderbücher von Cecil Bødker, siehe Silas (Fernsehserie)
- Silas, Antagonist in Joseph Sheridan Le Fanus 1864 erschienenem Schauerroman Uncle Silas
- Silas, Antagonist in Dan Browns 2003 erschienenem Roman Sakrileg (Originaltitel The Da Vinci Code)
- Silas, eine der Hauptfiguren des Films So High
- Silas, Antagonist in Vampire Diaries
- Silas  Botwin, einer der Protagonisten in der US-amerikanischen Serie Weeds
- Silas  Marner, ist Protagonist im gleichnamigen Roman von George Eliot
- Silas  Toronthal, Antagonist des Romans Mathias Sandorf von Jules Verne
- Silas  Greaves, Protagonist des Videospiels Call Of Juarez: Gunslinger
- Silas  Bell (später Silas Barry), Protagonist des Buches The spirit bares its teeth  von Andrew Joseph White

### Familienname
- Edouard Silas (1827–1909), niederländischer Komponist und Organist
- James Silas (* 1949), US-amerikanischer Basketballspieler
- Paul Silas (1943–2022), US-amerikanischer Basketballspieler und -trainer
- Paulo Silas (* 1965), brasilianischer Fußballspieler
- Xavier Silas (* 1988), US-amerikanischer Basketballspieler